# Moorcroft
Moorcroft è un centro abitato (town) degli Stati Uniti d'America, situato nella Contea di Crook dello Stato del Wyoming. Nel censimento del 2000 la popolazione era di 807 abitanti.

## Geografia fisica
Secondo i rilevamenti dell'United States Census Bureau, la località di Moorcroft si estende su una superficie di 2,9 km², tutti occupati da terre.

## Popolazione
Secondo il censimento del 2000, a Moorcroft vivevano 807 persone, ed erano presenti 219 gruppi familiari. La densità di popolazione era di 282 ab./km². Nel territorio comunale si trovavano 375 unità edificate. Per quanto riguarda la composizione etnica degli abitanti, il 98,14% era bianco, lo 0,99% era nativo, lo 0,25% apparteneva a due o più razze. La popolazione di ogni razza ispanica corrispondeva all'1,36% degli abitanti.
Per quanto riguarda la suddivisione della popolazione in fasce d'età, il 27,3% era al di sotto dei 18, l'11,3% fra i 18 e i 24, il 27,4% fra i 25 e i 44, il 24,3% fra i 45 e i 64, mentre infine il 9,8% era al di sopra dei 65 anni di età. L'età media della popolazione era di 36 anni. Per ogni 100 donne residenti vivevano 99,8 maschi.